# 33249 Pamelasvenson
33249 Pamelasvenson è un asteroide della fascia principale. Scoperto nel 1998, presenta un'orbita caratterizzata da un semiasse maggiore pari a 2,7951265 UA e da un'eccentricità di 0,0513969, inclinata di 2,71030° rispetto all'eclittica.